# Kaysersberg
Kaysersberg este o comună în departamentul Haut-Rhin din estul Franței. În 2009 avea o populație de 2.721 de locuitori.

## Evoluția populației
| An        | 1975  | 1982  | 1990  | 1999  | 2006  | 2009  |
| --------- | ----- | ----- | ----- | ----- | ----- | ----- |
| Populație | 2.942 | 2.707 | 2.755 | 2.676 | 2.715 | 2.721 |